# Vòng loại Giải vô địch bóng đá thế giới 2018 – Khu vực châu Phi (Vòng 3)
Vòng 3 của vòng loại giải vô địch bóng đá thế giới 2018 khu vực châu Phi với sự góp mặt của 20 đội được chia làm 5 bảng 4 đội để chọn ra 5 đội đứng đầu mỗi bảng giành quyền tham dự World Cup 2018.

## Thể thức
20 đội thắng cuộc ở vòng 2 sẽ được bốc thăm chia làm 5 bảng, mỗi bảng 4 đội. 5 đội đứng đầu mỗi bảng giành quyền tham dự World Cup 2018.

## Các đội tham dự
Lễ bốc thăm cho vòng 3 được tổ chức vào ngày 24 tháng 6 năm 2016 tại trụ sở CAF ở Cairo, Ai Cập.
Dựa theo bảng xếp hạng FIFA tháng 7 năm 2016
- Nhóm 1 có thứ hạng 1–5.
- Nhóm 2 có thứ hạng 6–10.
- Nhóm 3 có thứ hạng 11–15.
- Nhóm 4 có thứ hạng 16–20.

| Nhóm 1                                                                     | Nhóm 2                                                                     | Nhóm 3                                                                        | Nhóm 4                                                                   |
| -------------------------------------------------------------------------- | -------------------------------------------------------------------------- | ----------------------------------------------------------------------------- | ------------------------------------------------------------------------ |
| Algérie (31) · Bờ Biển Ngà (34) · Ghana (36) · Sénégal (40) · Tunisia (45) | Cabo Verde (46) · Ai Cập (47) · CHDC Congo (49) · Nigeria (57) · Mali (58) | Cameroon (59) · Maroc (60) · Guinée (62) · Nam Phi (66) · Cộng hòa Congo (67) | Uganda (69) · Burkina Faso (71) · Zambia (83) · Gabon (88) · Libya (115) |

## Vòng bảng
| Tiêu chí xếp hạng vòng loại Giải vô địch bóng đá thế giới 2018 |
| --- |
| Với thể thức sân nhà và sân khách, việc xếp hạng các đội trong mỗi bảng được dựa trên các tiêu chí sau đây (quy định các Điều 20.6 và 20.7): 1. Điểm số (3 điểm cho 1 trận thắng, 1 điểm cho 1 trận hòa, 0 điểm cho 1 trận thua) 2. Hiệu số bàn thắng thua 3. Số bàn thắng 4. Điểm số trong trận đấu giữa các đội 5. Hiệu số bàn thắng thua trong trận đấu giữa các đội 6. Số bàn thắng ghi được trong trận đấu giữa các đội 7. Số bàn thắng sân khách ghi được trong các trận đấu giữa các đội 8. Trận play-off trên sân trung lập (nếu được chấp thuận bởi FIFA), với hiệp phụ và đá sút luân lưu nếu cần |

### Bảng A
| VT | Đội        | ST | T | H | B | BT | BB | HS | Đ  | Giành quyền tham dự                                    |     |     |     |     |     |
| -- | ---------- | -- | - | - | - | -- | -- | -- | -- | ------------------------------------------------------ | --- | --- | --- | --- | --- |
| 1  | Tunisia    | 6  | 4 | 2 | 0 | 11 | 4  | +7 | 14 | Giành quyền tham dự Giải vô địch bóng đá thế giới 2018 |     | —   | 2–1 | 0–0 | 2–0 |
| 2  | CHDC Congo | 6  | 4 | 1 | 1 | 14 | 7  | +7 | 13 |                                                        |     | 2–2 | —   | 4–0 | 3–1 |
| 3  | Libya      | 6  | 1 | 1 | 4 | 4  | 10 | −6 | 4  |                                                        | 0–1 | 1–2 | —   | 1–0 |     |
| 4  | Guinée     | 6  | 1 | 0 | 5 | 6  | 14 | −8 | 3  |                                                        | 1–4 | 1–2 | 3–2 | —   |     |

| CHDC Congo                                   | 4–0                            | Libya |
| -------------------------------------------- | ------------------------------ | ----- |
| Mbokani 6', 57' · Bolingi 45+2' · Mubele 68' | Chi tiết (FIFA) Chi tiết (CAF) |       |

| Tunisia                        | 2–0                            | Guinée |
| ------------------------------ | ------------------------------ | ------ |
| Abdennour 58' · Ben-Hatira 79' | Chi tiết (FIFA) Chi tiết (CAF) |        |

| Libya | 0–1                            | Tunisia            |
| ----- | ------------------------------ | ------------------ |
|       | Chi tiết (FIFA) Chi tiết (CAF) | Khazri 50' (ph.đ.) |

| Guinée             | 1–2                            | CHDC Congo               |
| ------------------ | ------------------------------ | ------------------------ |
| Soumah 23' (ph.đ.) | Chi tiết (FIFA) Chi tiết (CAF) | Kebano 54' · Bolasie 57' |

| Guinée                                         | 3–2                            | Libya                  |
| ---------------------------------------------- | ------------------------------ | ---------------------- |
| Keïta 7' · D. Camara 22' · Alk. Bangoura 90+3' | Chi tiết (FIFA) Chi tiết (CAF) | Sabbou 87' · Zuway 88' |

| Tunisia                             | 2–1                            | CHDC Congo    |
| ----------------------------------- | ------------------------------ | ------------- |
| - Meriah 18' (ph.đ.) - Chaalali 47' | Chi tiết (FIFA) Chi tiết (CAF) | - Bakambu 43' |

| Libya | 1–0                            | Guinée      |
| ----- | ------------------------------ | ----------- |
|       | Chi tiết (FIFA) Chi tiết (CAF) | Elhouni 36' |

| CHDC Congo               | 2–2                            | Tunisia                       |
| ------------------------ | ------------------------------ | ----------------------------- |
| - Mbemba 9' - M'Poku 47' | Chi tiết (FIFA) Chi tiết (CAF) | - Moke 77' (l.n.) - Badri 79' |

| Guinée       | 1–4                            | Tunisia                                   |
| ------------ | ------------------------------ | ----------------------------------------- |
| N. Keïta 35' | Chi tiết (FIFA) Chi tiết (CAF) | - Msakni 45+2', 74', 90+6' - Ben Amor 83' |

| Libya         | 1–2                            | CHDC Congo                 |
| ------------- | ------------------------------ | -------------------------- |
| Elmusrati 69' | Chi tiết (FIFA) Chi tiết (CAF) | - Bakambu 50' - Mubele 75' |

| Tunisia | 0–0                            | Libya |
| ------- | ------------------------------ | ----- |
|         | Chi tiết (FIFA) Chi tiết (CAF) |       |

| CHDC Congo                                                 | 3–1                            | Guinée             |
| ---------------------------------------------------------- | ------------------------------ | ------------------ |
| - Sidibé 61' (l.n.) - Bolingi 90+2' (ph.đ.) - Kebano 90+3' | Chi tiết (FIFA) Chi tiết (CAF) | - Keita Junior 76' |

### Bảng B
| VT | Đội      | ST | T | H | B | BT | BB | HS | Đ  | Giành quyền tham dự                                    |     |     |     |     |     |
| -- | -------- | -- | - | - | - | -- | -- | -- | -- | ------------------------------------------------------ | --- | --- | --- | --- | --- |
| 1  | Nigeria  | 6  | 4 | 2 | 0 | 12 | 4  | +8 | 14 | Giành quyền tham dự Giải vô địch bóng đá thế giới 2018 |     | —   | 1–0 | 4–0 | 3–1 |
| 2  | Zambia   | 6  | 2 | 2 | 2 | 8  | 7  | +1 | 8  |                                                        |     | 1–2 | —   | 2–2 | 3–1 |
| 3  | Cameroon | 6  | 1 | 4 | 1 | 7  | 9  | −2 | 7  |                                                        | 1–1 | 1–1 | —   | 2–0 |     |
| 4  | Algérie  | 6  | 0 | 2 | 4 | 4  | 11 | −7 | 2  |                                                        | 1–1 | 0–1 | 1–1 | —   |     |

| Zambia      | 1–2                            | Nigeria                   |
| ----------- | ------------------------------ | ------------------------- |
| Mbesuma 71' | Chi tiết (FIFA) Chi tiết (CAF) | Iwobi 33' · Iheanacho 43' |

| Algérie    | 1–1                            | Cameroon      |
| ---------- | ------------------------------ | ------------- |
| Soudani 7' | Chi tiết (FIFA) Chi tiết (CAF) | Moukandjo 24' |

| Cameroon                | 1–1                            | Zambia      |
| ----------------------- | ------------------------------ | ----------- |
| Aboubakar 45+3' (ph.đ.) | Chi tiết (FIFA) Chi tiết (CAF) | Mbesuma 34' |

| Nigeria                      | 3–1                            | Algérie      |
| ---------------------------- | ------------------------------ | ------------ |
| Moses 24', 90+1' · Mikel 41' | Chi tiết (FIFA) Chi tiết (CAF) | Bentaleb 66' |

| Nigeria                                            | 4–0                            | Cameroon |
| -------------------------------------------------- | ------------------------------ | -------- |
| Ighalo 29' · Mikel 42' · Moses 55' · Iheanacho 76' | Chi tiết (FIFA) Chi tiết (CAF) |          |

| Zambia                      | 3–1                            | Algérie     |
| --------------------------- | ------------------------------ | ----------- |
| - Mwila 6', 32' - Mwepu 88' | Chi tiết (FIFA) Chi tiết (CAF) | Brahimi 53' |

| Cameroon              | 1–1                            | Nigeria   |
| --------------------- | ------------------------------ | --------- |
| Aboubakar 75' (ph.đ.) | Chi tiết (FIFA) Chi tiết (CAF) | Simon 30' |

| Algérie | 0–1                            | Zambia   |
| ------- | ------------------------------ | -------- |
|         | Chi tiết (FIFA) Chi tiết (CAF) | Daka 66' |

| Nigeria   | 1–0                            | Zambia |
| --------- | ------------------------------ | ------ |
| Iwobi 73' | Chi tiết (FIFA) Chi tiết (CAF) |        |

| Cameroon                 | 2–0                            | Algérie |
| ------------------------ | ------------------------------ | ------- |
| - N'Jie 25' - Pangop 88' | Chi tiết (FIFA) Chi tiết (CAF) |         |

| Algérie               | 1–1                            | Nigeria   |
| --------------------- | ------------------------------ | --------- |
| - Brahimi 88' (ph.đ.) | Chi tiết (FIFA) Chi tiết (CAF) | - Ogu 63' |

| Zambia                 | 2–2                            | Cameroon                          |
| ---------------------- | ------------------------------ | --------------------------------- |
| - Daka 26' - Mwila 64' | Chi tiết (FIFA) Chi tiết (CAF) | - Zambo Anguissa 31' - Yaya 90+1' |

### Bảng C
| VT | Đội         | ST | T | H | B | BT | BB | HS  | Đ  | Giành quyền tham dự                                    |     |     |     |     |     |
| -- | ----------- | -- | - | - | - | -- | -- | --- | -- | ------------------------------------------------------ | --- | --- | --- | --- | --- |
| 1  | Maroc       | 6  | 3 | 3 | 0 | 11 | 0  | +11 | 12 | Giành quyền tham dự Giải vô địch bóng đá thế giới 2018 |     | —   | 0–0 | 3–0 | 6–0 |
| 2  | Bờ Biển Ngà | 6  | 2 | 2 | 2 | 7  | 5  | +2  | 8  |                                                        |     | 0–2 | —   | 1–2 | 3–1 |
| 3  | Gabon       | 6  | 1 | 3 | 2 | 2  | 7  | −5  | 6  |                                                        | 0–0 | 0–3 | —   | 0–0 |     |
| 4  | Mali        | 6  | 0 | 4 | 2 | 1  | 9  | −8  | 4  |                                                        | 0–0 | 0–0 | 0–0 | —   |     |

| Gabon | 0–0                            | Maroc |
| ----- | ------------------------------ | ----- |
|       | Chi tiết (FIFA) Chi tiết (CAF) |       |

| Bờ Biển Ngà                                         | 3–1                            | Mali            |
| --------------------------------------------------- | ------------------------------ | --------------- |
| Kodjia 26' · S. Coulibaly 31' (l.n.) · Gervinho 34' | Chi tiết (FIFA) Chi tiết (CAF) | S. Yatabaré 18' |

| Mali | 0–0                            | Gabon |
| ---- | ------------------------------ | ----- |
|      | Chi tiết (FIFA) Chi tiết (CAF) |       |

| Maroc | 0–0                            | Bờ Biển Ngà |
| ----- | ------------------------------ | ----------- |
|       | Chi tiết (FIFA) Chi tiết (CAF) |             |

| Maroc                                                                      | 6–0                            | Mali |
| -------------------------------------------------------------------------- | ------------------------------ | ---- |
| - Ziyech 19' (ph.đ.), 61' - Boutaïb 27' - Hakimi 72' - Fajr 86' - Mahi 88' | Chi tiết (FIFA) Chi tiết (CAF) |      |

| Gabon | 0–3                            | Bờ Biển Ngà                     |
| ----- | ------------------------------ | ------------------------------- |
|       | Chi tiết (FIFA) Chi tiết (CAF) | - Gradel 53' - Doumbia 77', 83' |

| Bờ Biển Ngà  | 1–2                            | Gabon                   |
| ------------ | ------------------------------ | ----------------------- |
| - Cornet 58' | Chi tiết (FIFA) Chi tiết (CAF) | - Méyé 19' - Lemina 29' |

| Mali | 0–0                            | Maroc |
| ---- | ------------------------------ | ----- |
|      | Chi tiết (FIFA) Chi tiết (CAF) |       |

| Mali | 0–0                            | Bờ Biển Ngà |
| ---- | ------------------------------ | ----------- |
|      | Chi tiết (FIFA) Chi tiết (CAF) |             |

| Maroc                 | 3–0                            | Gabon |
| --------------------- | ------------------------------ | ----- |
| Boutaïb 38', 56', 72' | Chi tiết (FIFA) Chi tiết (CAF) |       |

| Gabon | 0–0                            | Mali |
| ----- | ------------------------------ | ---- |
|       | Chi tiết (FIFA) Chi tiết (CAF) |      |

| Bờ Biển Ngà | 0–2                            | Maroc                     |
| ----------- | ------------------------------ | ------------------------- |
|             | Chi tiết (FIFA) Chi tiết (CAF) | - Dirar 25' - Benatia 30' |

### Bảng D
| VT | Đội          | ST | T | H | B | BT | BB | HS | Đ  | Giành quyền tham dự                                    |     |     |     |     |     |
| -- | ------------ | -- | - | - | - | -- | -- | -- | -- | ------------------------------------------------------ | --- | --- | --- | --- | --- |
| 1  | Sénégal      | 6  | 4 | 2 | 0 | 10 | 3  | +7 | 14 | Giành quyền tham dự Giải vô địch bóng đá thế giới 2018 |     | —   | 0–0 | 2–0 | 2–1 |
| 2  | Burkina Faso | 6  | 2 | 3 | 1 | 10 | 6  | +4 | 9  |                                                        |     | 2–2 | —   | 4–0 | 1–1 |
| 3  | Cabo Verde   | 6  | 2 | 0 | 4 | 4  | 12 | −8 | 6  |                                                        | 0–2 | 0–2 | —   | 2–1 |     |
| 4  | Nam Phi      | 6  | 1 | 1 | 4 | 7  | 10 | −3 | 4  |                                                        | 0–2 | 3–1 | 1–2 | —   |     |

1. ↑  FIFA đề nghị đá lại trận Nam Phi v Sénégal sau khi Tòa án Trọng tài Thể thao (CAS) cấm trọng tài Joseph Lamptey, người điều khiển trận đấu. Ban đầu Nam Phi thắng Sénégal 2–1.[9]

| Burkina Faso | 1–1                            | Nam Phi    |
| ------------ | ------------------------------ | ---------- |
| Diawara 89'  | Chi tiết (FIFA) Chi tiết (CAF) | Furman 80' |

| Sénégal             | 2–0                            | Cabo Verde |
| ------------------- | ------------------------------ | ---------- |
| Keita 24' · Sow 80' | Chi tiết (FIFA) Chi tiết (CAF) |            |

| Nam Phi                             | Hủy kết quả                    | Sénégal    |
| ----------------------------------- | ------------------------------ | ---------- |
| Hlatshwayo 42' (ph.đ.) · Serero 45' | Chi tiết (FIFA) Chi tiết (CAF) | N’Doye 75' |

| Cabo Verde | 0–2                            | Burkina Faso           |
| ---------- | ------------------------------ | ---------------------- |
|            | Chi tiết (FIFA) Chi tiết (CAF) | Dayo 2' · Nakoulma 28' |

| Cabo Verde                    | 2–1                            | Nam Phi      |
| ----------------------------- | ------------------------------ | ------------ |
| - Nuno Rocha 33', 38' (ph.đ.) | Chi tiết (FIFA) Chi tiết (CAF) | - Rantie 14' |

| Sénégal | 0–0                            | Burkina Faso |
| ------- | ------------------------------ | ------------ |
|         | Chi tiết (FIFA) Chi tiết (CAF) |              |

| Nam Phi  | 1–2                            | Cabo Verde               |
| -------- | ------------------------------ | ------------------------ |
| Jali 89' | Chi tiết (FIFA) Chi tiết (CAF) | Garry Rodrigues 52', 67' |

| Burkina Faso                             | 2–2                            | Sénégal               |
| ---------------------------------------- | ------------------------------ | --------------------- |
| - B. Traoré 9' - Pape N'Diaye 88' (l.n.) | Chi tiết (FIFA) Chi tiết (CAF) | - Sarr 27' - Mané 75' |

| Nam Phi                               | 3–1                            | Burkina Faso  |
| ------------------------------------- | ------------------------------ | ------------- |
| - Tau 1' - Zwane 33' - Vilakazi 45+1' | Chi tiết (FIFA) Chi tiết (CAF) | A. Traoré 87' |

| Cabo Verde | 0–2                            | Sénégal                    |
| ---------- | ------------------------------ | -------------------------- |
|            | Chi tiết (FIFA) Chi tiết (CAF) | - Sakho 81' - N'Doye 90+2' |

| Nam Phi | 0–2             | Sénégal                         |
| ------- | --------------- | ------------------------------- |
|         | Chi tiết (FIFA) | - Sakho 12' - Mkhize 38' (l.n.) |

| Burkina Faso                               | 4–0                            | Cabo Verde |
| ------------------------------------------ | ------------------------------ | ---------- |
| - Nakoulma 45+1', 58', 62' - Diawara 90+4' | Chi tiết (FIFA) Chi tiết (CAF) |            |

| Sénégal                      | 2–1                            | Nam Phi   |
| ---------------------------- | ------------------------------ | --------- |
| - Nguette 55' - Nbodji 90+3' | Chi tiết (FIFA) Chi tiết (CAF) | - Tau 65' |

### Bảng E
| VT | Đội            | ST | T | H | B | BT | BB | HS | Đ  | Giành quyền tham dự                                    |     |     |     |     |     |
| -- | -------------- | -- | - | - | - | -- | -- | -- | -- | ------------------------------------------------------ | --- | --- | --- | --- | --- |
| 1  | Ai Cập         | 6  | 4 | 1 | 1 | 8  | 4  | +4 | 13 | Giành quyền tham dự Giải vô địch bóng đá thế giới 2018 |     | —   | 1–0 | 2–0 | 2–1 |
| 2  | Uganda         | 6  | 2 | 3 | 1 | 3  | 2  | +1 | 9  |                                                        |     | 1–0 | —   | 0–0 | 1–0 |
| 3  | Ghana          | 6  | 1 | 4 | 1 | 7  | 5  | +2 | 7  |                                                        | 1–1 | 0–0 | —   | 1–1 |     |
| 4  | Cộng hòa Congo | 6  | 0 | 2 | 4 | 5  | 12 | −7 | 2  |                                                        | 1–2 | 1–1 | 1–5 | —   |     |

| Ghana | 0–0                            | Uganda |
| ----- | ------------------------------ | ------ |
|       | Chi tiết (FIFA) Chi tiết (CAF) |        |

| Cộng hòa Congo | 1–2                            | Ai Cập                  |
| -------------- | ------------------------------ | ----------------------- |
| Doré 24'       | Chi tiết (FIFA) Chi tiết (CAF) | M. Salah 41' · Said 58' |

| Uganda   | 1–0                            | Cộng hòa Congo |
| -------- | ------------------------------ | -------------- |
| Miya 18' | Chi tiết (FIFA) Chi tiết (CAF) |                |

| Ai Cập                          | 2–0                            | Ghana |
| ------------------------------- | ------------------------------ | ----- |
| M. Salah 42' (ph.đ.) · Said 87' | Chi tiết (FIFA) Chi tiết (CAF) |       |

| Uganda   | 1–0                            | Ai Cập |
| -------- | ------------------------------ | ------ |
| Okwi 51' | Chi tiết (FIFA) Chi tiết (CAF) |        |

| Ghana      | 1–1                            | Cộng hòa Congo |
| ---------- | ------------------------------ | -------------- |
| Partey 85' | Chi tiết (FIFA) Chi tiết (CAF) | Bifouma 18'    |

| Cộng hòa Congo    | 1–5                            | Ghana                                      |
| ----------------- | ------------------------------ | ------------------------------------------ |
| - Illoy-Ayyet 43' | Chi tiết (FIFA) Chi tiết (CAF) | - Boakye 23', 85' - Partey 26', 45+2', 69' |

| Ai Cập      | 1–0                            | Uganda |
| ----------- | ------------------------------ | ------ |
| M. Salah 6' | Chi tiết (FIFA) Chi tiết (CAF) |        |

| Uganda | 0–0                            | Ghana |
| ------ | ------------------------------ | ----- |
|        | Chi tiết (FIFA) Chi tiết (CAF) |       |

| Ai Cập                      | 2–1                            | Cộng hòa Congo   |
| --------------------------- | ------------------------------ | ---------------- |
| M. Salah 63', 90+5' (ph.đ.) | Chi tiết (FIFA) Chi tiết (CAF) | Bouka Moutou 88' |

| Cộng hòa Congo | 1–1                            | Uganda       |
| -------------- | ------------------------------ | ------------ |
| - Baudry 10'   | Chi tiết (FIFA) Chi tiết (CAF) | - Karisa 11' |

| Ghana       | 1-1                            | Ai Cập          |
| ----------- | ------------------------------ | --------------- |
| - Gyasi 64' | Chi tiết (FIFA) Chi tiết (CAF) | - Shikabala 61' |

## Danh sách cầu thủ ghi bàn
5 bàn
- Mohamed Salah

4 bàn
- Thomas Partey
- Khalib Boutaïb

3 bàn
- Victor Moses
- Youssef Msakni
- Brian Mwila

2 bàn
- Yacine Brahimi
- Alain Traoré
- Vincent Aboubakar
- Nuno Rocha
- Garry Rodrigues
- Cédric Bakambu
- Jonathan Bolingi
- Neeskens Kebano
- Dieumerci Mbokani
- Firmin Ndombe Mubele
- Abdallah Said
- Richmond Boakye
- Naby Keïta
- Seydou Doumbia
- Hakim Ziyech
- Kelechi Iheanacho
- Alex Iwobi
- John Obi Mikel
- Cheikh N'Doye
- Diafra Sakho
- Collins Mbesuma
- Patson Daka

1 bàn
- Nabil Bentaleb
- El Arabi Hillel Soudani
- Issoufou Dayo
- Banou Diawara
- Préjuce Nakoulma
- Bertrand Traoré
- André-Frank Zambo Anguissa
- Benjamin Moukandjo
- Clinton N'Jie
- Franck Pangop
- Banana Yaya
- Marvin Baudry
- Thievy Bifouma
- Arnold Bouka Moutou
- Férébory Doré
- Vladis-Emmerson Illoy-Ayyet
- Yannick Bolasie
- Chancel Mbemba
- Paul-José M'Poku
- Shikabala
- Mario Lemina
- Axel Méyé
- Edwin Gyasi
- Alkhaly Bangoura
- Demba Camara
- Keita Karamokoba
- Seydouba Soumah
- Maxwel Cornet
- Gervinho
- Max Gradel
- Jonathan Kodjia
- Hamdou Elhouni
- Ali Elmusrati
- Motasem Sabbou
- Akram Zuway
- Sambou Yatabaré
- Medhi Benatia
- Nabil Dirar
- Fayçal Fajr
- Achraf Hakimi
- Mimoun Mahi
- Odion Ighalo
- John Ogu
- Moses Simon
- Keita Baldé Diao
- Sadio Mané
- Ismaïla Sarr
- Moussa Sow
- Dean Furman
- Thulani Hlatshwayo
- Andile Jali
- Tokelo Rantie
- Thulani Serero
- Percy Tau
- Sibusiso Vilakazi
- Themba Zwane
- Aymen Abdennour
- Anice Badri
- Mohamed Ben Amor
- Änis Ben-Hatira
- Ghailene Chaalali
- Wahbi Khazri
- Yassine Meriah
- Milton Karisa
- Farouk Miya
- Emmanuel Okwi
- Enock Mwepu

phản lưới nhà
- Wilfred Moke (trong trận gặp Tunisia)
- Salif Coulibaly (trong trận gặp Bờ Biển Ngà)
- Pape Seydou N'Diaye (trong trận gặp Burkina Faso)